# Мария-Антуанетта (фильм, 2006)
«Мари́я-Антуане́тта» (англ. Marie Antoinette) — биографический фильм Софии Копполы о жизни королевы Франции Марии-Антуанетты, снятый в 2006 году. Фильм основан на книге Антонии Фрейзер «Marie Antoinette: The Journey».

## Сюжет
1770 год. Мария Антония Йозефа Иоганна Габсбург-Лотарингская  (Кирстен Данст) — 14-летняя и самая младшая дочь императрицы Австрии Марии Терезии. Мать выбрала её для того, чтобы выдать замуж за родственника — дофина Франции, Людовика XVI (Джейсон Шварцман), и заключить тем самым союз между двумя державами.
На границе Франции и Австрии происходит символическая церемония. По традиции невеста должна оставить всё, что напоминало бы ей об иностранном дворе; это включает не только всю её одежду и личные вещи, но также друзей и любимую собаку. Выходя из палатки на французскую сторону, Мария-Антония становится дофиной Марией-Антуанеттой.
Вскоре Мария-Антуанетта встречает короля Людовика XV (Рип Торн) и его внука, своего будущего мужа — дофина. Внимание двора почти всецело сконцентрировано на молодой паре. Мария-Антуанетта, живая и грациозная, практически все время окружена слугами и знатными дамами, не всегда доброжелательно настроенных к ней, что заставляет её нервничать. Ей даже не позволяется самостоятельно одеваться, она должна завтракать в окружении большого количества людей..
Французский двор буквально кишит интригами. Большая часть двора негативно настроена к мадам Дюбарри, фаворитке короля. В силу низкого происхождения Дюбарри не могла находиться в высшем свете, однако Людовик XV организовал её брак с аристократом, что дало ей титул графини, и добился её официального представления ко двору, тем самым вызвав недовольство своей семьи. Мария-Антуанетта подпадает под влияние дочерей короля и выказывает пренебрежение фаворитке. Положение дофины становится всё более шатким. Приходится вмешаться австрийскому двору, чтобы нормализовать отношения между Дюбари и Марией-Антуанеттой к большому удовольствию короля.
Вскоре Мария-Антуанетта начинает привыкать к новой жизни. Она находит утешение в покупке роскошных платьев и обуви, разнообразных сладостях и азартных играх. 
Дофин и его брат собираются на очередную охоту, и Мария сообщает ему, что она будет оскорблена, если её невестка Мария-Жозефина (в действительности Мария-Тереза, графиня Артуа) родит ребёнка раньше неё. Её муж обещает ей, что после охоты займётся этим. Король Франции сообщает советнику, что не собирается разрывать союз с Австрией и приказывает послать за врачом, чтобы тот осмотрел дофина и дофину. Виновником бездетности является Людовик. Однако окружающие продолжают винить Марию-Антуанетту. 
По мере того, как экономическое и политическое положение Франции ухудшается, дофина всё более отдаляется от двора, и её образ жизни становится более гедонистическим.
1774 год. Людовик XV умирает, и Людовик XVI становится новым королём Франции. Новый король молод и неопытен и начинает тратить много денег на иностранные войны, в частности Американскую революцию, тем самым увеличивая долги Франции. Немногим позже, Мария-Антуанетта празднует своё восемнадцатилетие, устроив роскошную вечеринку. Она продолжает тратить огромное количество денег, несмотря на растущие в стране бедность и волнения.
1777 год. Вскоре в Версаль прибывает брат Марии-Антуанетты, Иосиф II, для того, чтобы навестить сестру и рекомендовать ей воздержаться от постоянных вечеринок и азартных игр, а также сменить окружение. Император встречается с Людовиком в зверинце, где король демонстрирует слона. Иосиф II объясняет «механику» сексуальных отношений на примере замков и ключей — поскольку одним из королевских хобби было изготовление замков и ключей. В ту ночь король и королева впервые занимаются любовью…
19 декабря 1778 года, королева рожает девочку, Марию-Терезу. Мать хочет кормить дочь самостоятельно, однако это не позволяется обычаями. Маленькая принцесса растёт, и Мария-Антуанетта всё больше времени проводит в загородном дворце Малый Трианон, который ей подарил Людовик. В это же время у Марии завязывается роман с графом Ферзеном…
1780 год. Умирает мать Марии-Антуанетты Мария Терезия. Новость о кончине матери сильно потрясает и опустошает королеву.
22 октября 1781 года Мария-Антуанетта рожает мальчика — дофина Франции Людовика Жозефа. Рождение дофина привело к неописуемой радости в Версале.
1789 год. Французская революция набирает полную силу, и бунтующие начинают марш от Парижа до Версаля. В то время, как большинство знати бежит из страны, Мария-Антуанетта и её муж решают остаться. Толпа достигает дворца и королевская семья покидает его на следующее утро. Последним кадром фильма становится вид разрушенной спальни королевы.

## В ролях

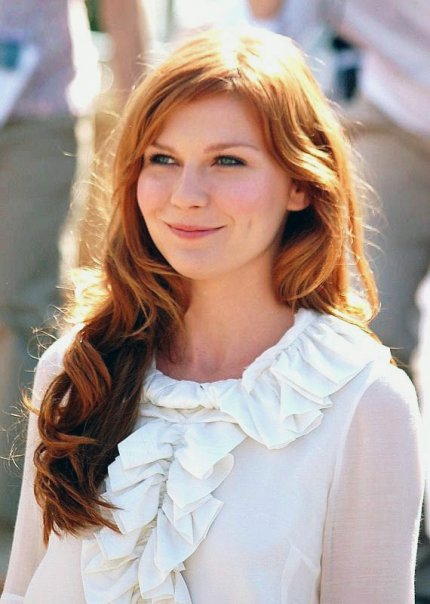
Кирстен Данст на 59-м Каннском кинофестивале, премьера фильма «Мария-Антуанетта»

| Актёр            | Роль                      |
| ---------------- | ------------------------- |
| Кирстен Данст    | Мария-Антуанетта          |
| Джейсон Шварцман | Людовик XVI               |
| Стив Куган       | посол Мерси               |
| Джуди Дэвис      | графиня де Ноай           |
| Рип Торн         | Людовик XV                |
| Роуз Бирн        | герцогиня де Полиньяк     |
| Азия Ардженто    | графиня Дюбарри           |
| Марианна Фэйтфул | императрица Мария-Терезия |
| Дэнни Хьюстон    | император Иосиф II        |
| Орор Клеман      | герцогиня де Шартр        |
| Жан-Кристоф Буве | герцог де Шуазель         |
| Джейми Дорнан    | граф Ферзен               |
| Мэри Най         | принцесса де Ламбаль      |
| Молли Шэннон     | Виктория Французская      |
| Ширли Хендерсон  | София Французская         |
| Сара Адлер       | графиня д’Артуа           |
| Том Харди        | Рамон                     |

## Награды
- 2006,  Каннский кинофестиваль 
  -  премия 

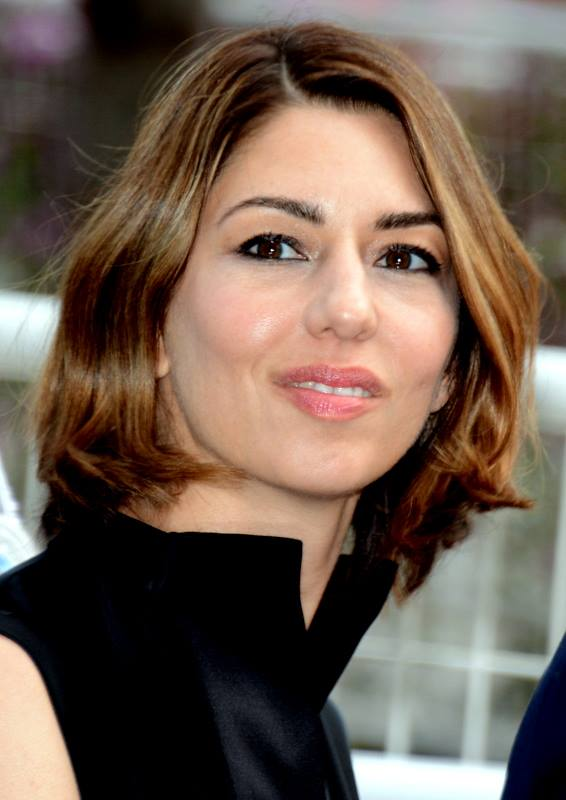
София Коппола, режиссёр фильма

    - Приз Французской системы национального образования

  -  номинация 
    - Золотая пальмовая ветвь
- 2007,  Оскар 
  -  премия 
    - Лучшие костюмы
- 2007,  BAFTA 
  -  номинации 
    - Лучшие костюмы
    - Лучшая работа художника-постановщика
    - Лучший грим

## Сборы
Бюджет фильма составил 40 млн. $. В первые выходные собрал $5 361 050 (8 место). В прокате с 20 октября по 3 декабря 2006 года, наибольшее число показов в 870 кинотеатрах единовременно. За время проката собрал в мире $60 917 189 (93 место по итогам года) из них $15 962 471 в США (131 место по итогам года) и $44 954 718 в остальном мире.

## Приём
В нескольких интервью 2006 года Коппола рассказала, что она намеренно выбрала такой современный стиль повествования, чтобы очеловечить исторических личностей. Она признала, что допустила большие художественные вольности с исходным материалом, и сказала, что фильм не фокусируется просто на исторических фактах – «Это не урок истории. Это интерпретация, задокументированная, но подкрепленная моим желанием по-другому осветить тему».
Фильм получил как аплодисменты, так и некоторое освистывание во время первых показов для прессы на Каннском кинофестивале, что, по мнению одного рецензента, было вызвано тем, что некоторые французские журналисты, возможно, были оскорблены тем, что фильм недостаточно критиковал упадок режима. Однако кинокритик Роджер Эберт пояснил, что на самом деле только пара журналистов освистали во время пресс-показа, и что средства массовой информации сделали это событие сенсационным. Он заявил, что освистывание более распространено в Европе, и иногда это делается, когда кто-то считает фильм политически некорректным.
Мария-Антуанетта разделила критиков на две части: отзывы варьировались от громких похвал до проницательной критики (в основном направленной на исторические неточности и современный саундтрек). Рейтинг одобрения фильма составляет 57% на сайте Rotten Tomatoes, который собирает в основном североамериканские обзоры, основанные на 217 отзывах со средним рейтингом 6.10/10. Консенсус критиков сайта гласит: Щедрые образы и смелый саундтрек отличают этот фильм от большинства исторических драм. На самом деле, стиль полностью преобладает над сюжетом и развитием персонажа в видении Копполы обреченной королевы. Metacritic отдал фильму средневзвешенный балл 65 из 100, основанный на 37 критиках, что указывает на в целом благоприятные отзывы. Зрители, опрошенные CineMedia, дали фильму среднюю оценку "C" по шкале от A+ до F.
Кинокритик журнала People Лия Розен в своем обзоре написала: Отсутствие политического контекста расстроил большинство критиков «Марии-Антуанетты». Ее исторический биографический фильм выглядит как поп-клип, с Кирстен Данст в роли обреченной французской королевы 18-го века, действующей как подросток-флибустьер, намеревающийся стать лидером клуба крутых детей. Роджер Эберт дал фильму четыре звезды из четырех. Он заявил, что «каждая критика, которую я прочитал об этом фильме, изменила бы его хрупкую магию и снизила бы его романтическую и трагическую остроту до уровня учебного фильма. Это третий фильм Софии Копполы, в центре которого одиночество женщины, окруженной миром, который умеет лишь тебя использовать, но не знает, как тебя ценить и понимать».
Критический прием фильма во Франции был в целом положительным. Фильм получил общую оценку 4/5 на французском киносайте AlloCiné, основанную на 21 рецензии профессиональных критиков. Во французском торговом журнале Le Film Francais треть критиков дали фильму свою самую высокую оценку — "достоин Золотой пальмовой ветви. Кинокритик Мишель Симмент также оценил фильм как достойный Золотой пальмовой ветви.
Критики, давшие фильму положительные отзывы, включали Даниэль Аттали из Le Journal du Dimanche, которая оценила его как "настоящее чудо, с потрясающими красками, ощущениями, эмоциями, интеллектом. Франсуа Вей из Le Parisien счел это забавным, оптимистичным, дерзким и одним словом, иконоборческим. Филипп Помье из французского издания Rolling Stone сказал, что превращенный в святилище чувств, микрокосм власти становится этой трогательной драмой первых эмоций и Марии-Антуанетты, самым нежным взглядом на подростковый возраст. Фродон, редактор журнала Les Cahiers du cinéma, похвалил Копполу за ее гениальное изображение подросткового отчуждения.
Среди негативных критических отзывов Жан-Люк Дуэн из Le Monde описал «Марию-Антуанетту» как «китч и рок (к)око», который намеренно демонстрирует свои анахронизмы. Алекс Массон из Score подумал, что у фильма был сценарий, который часто смазывался до такой степени, что становился специальным выпуском Vogue, посвященным сценам Версаля.
Французских критиков раздражало вольное изображение реальных исторических событий и фигур в «Марии-Антуанетте». Хотя фильм был снят в Версале, чтобы запечатлеть великолепие королевской жизни восемнадцатого века, некоторые критики не согласились или не поняли, почему Коппола смешивала музыку того времени с современной музыкой, например, используя саундтреки таких артистов, как The Cure и The Strokes. Или почему она смешивала современные продукты, такие как кроссовки Converse, с официальной старинной обувью. Хотя один историк объясняет, что, хотя они могут отвлекать, "они также передают бунтарство молодой женщины, разочарованной, скучающей, изолированной и все же всегда выставленной напоказ. Примером такого сочетания реального периода с современностью является сцена, когда Мария-Антуанетта и ее друзья наслаждаются походом по магазинам и угощением роскошными сладостями, шампанским, одеждой, обувью и украшениями под песню Bow Wow Wow «I Want Candy».
В газете Le Figaro историк Жан Тулар назвал фильм «Версалем под голливудским соусом», заявив, что он ослепляет изобилием париков, вееров и пирожных, симфонией цветов, которые маскируют некоторые грубые ошибки и добровольные анахронизмы. В журнале L'Internaute Эвелин Левер, историк и специалист по Марии-Антуанетте, описала фильм как «далекий от исторической реальности». Она написала, что характеристике Марии-Антуанетты в фильме не хватало исторической достоверности и психологического развития: На самом деле она вовсе не тратила свое время на то, чтобы есть пирожные и пить шампанское! В этом фильме Мария-Антуанетта одинакова с 15 до 33 лет. Она также выразила мнение, что лучшие исторические фильмы, такие как "Барри Линдон" и "Безумие короля Георга", преуспели в достоверности, потому что их режиссеры были погружены в культуру того времени.

## Саундтрек
В саундтрек входят композиции как исполнителей новой волны 1980-х годов таких как New Order, The Cure, Siouxsie and the Banshees, Bow Wow Wow, Adam and the Ants, так и более современных The Radio Dept, Aphex Twin, Дастин О’Хэллоран, The Strokes. Тем не менее, в некоторых сценах звучит музыка эпохи барокко, которую сочинил Жан-Филипп Рамо (Jean-Philippe Rameau) («1er Menuet pour 'Les Guerriers et les Amazones', 2eme Menuet», «Tristes apprets, pales flambeaux», «Tristes apprets, pales flambeaux»).
- Gang of Four — «Natural’s Not In It»
- Dustin O’Halloran — «Opus 17»
- Windsor for the Derby — «The Melody of a Fallen Tree»
- The Radio Dept. — «I Don’t Like It Like This»
- Aphex Twin — «Jynweythek Ylow»
- «Ар Флориссан» — «1er Menuet pour 'Les Guerriers et les Amazones', 2eme Menuet» (из оперы Рамо «Галантная Индия»)
- The Radio Dept. — «Pulling Our Weight»
- Air — «Il Secondo Giorno Instrumental»
- The Radio Dept. — «Keen On Boys»
- Carolyn Sampson и Ex Cathedra — «Aux lagueurs d’Apollon» (из оперы Рамо «Платея»)
- Dustin O’Halloran — «Opus 23»
- Bow Wow Wow — «I Want Candy»
- Siouxsie and the Banshees — «Hong Kong Garden»
- Bow Wow Wow — «Aphrodisiac»
- Bow Wow Wow — «Fools Rush In»
- The Cure — «Plainsong»
- New Order — «Ceremony»
- Squarepusher — «Tommib Help Buss»
- Phoenix — «Ou Boivent Les Loups»
- Adam and the Ants — «Kings of the Wild Frontier»
- Aphex Twin — «Avril 14th»
- The Strokes — «What Ever Happened»
- Agnes Mellon (не заявлена в титрах) и «Ар Флориссан» — «Tristes apprets, pales flambeaux» (из оперы Рамо «Кастор и Поллукс»)
- Dustin O’Halloran — «Opus 36»
- The Cure — «All Cats are Grey»